# Hans Frank
Pour les articles homonymes, voir Frank.
Hans Frank est un homme politique allemand, membre du parti nazi, ministre du Troisième Reich et criminel de guerre, né le 23 mai 1900 à Karlsruhe et mort exécuté le 16 octobre 1946 à Nuremberg.
Il a été Reichsleiter du parti nazi et, pendant la Seconde Guerre mondiale, gouverneur général de Pologne. Surnommé le « Bourreau de la Pologne », il est l'un des principaux accusés au procès de Nuremberg. Condamné à la peine de mort pour crimes de guerre et crimes contre l'humanité, il est exécuté par pendaison quelques jours plus tard.

## Biographie

### Jeunesse
Hans Frank est le fils de Karl Frank (1869-1945), juriste, et de Magdalena Buchmaier. Il a un frère aîné, Karl Frank junior, marié à Amanda Berta Böhmer, qui meurt en 1916 pendant la première guerre mondiale, et une sœur plus jeune, Elisabeth Lilly Frank, plus tard mariée avec le Dr Walter Scheltze.
En 1919, il est encore étudiant à Munich lorsqu'il adhère à un groupement d'extrême droite antisémite (la société Thulé) et milite dans un groupe paramilitaire, antirépublicain (le Freikorps Epp). Il participe à l'écrasement de la république des conseils (c'est-à-dire soviétique) de Munich au printemps 1919.
En 1923, il devient membre du Parti national-socialiste des travailleurs allemands (NSDAP), présenté par Dietrich Eckart, et participe à la tentative de putsch de Hitler à Munich dans les rangs de la Sturmabteilung (SA). Docteur en droit et avocat, il prête son concours à de nombreux « camarades » du parti nazi pendant la république de Weimar dans plus de 2 400 procès contre des militants nazis entre 1924 et 1933. Il représente les intérêts de Hitler dans une quarantaine d'affaires, ce qui lui permet d'avoir un lien direct avec celui qui se fait déjà appeler le Führer.
Son statut d'avocat lui permet aussi d'organiser, à partir de 1928, l'association des juristes nationaux-socialistes, qui dispose rapidement d'un journal périodique mensuel, le Droit Allemand, qui œuvre à la « propagation d'un renouveau juridique völkisch national-socialiste ». De plus, il accomplit des recherches pour retracer l'arbre généalogique « aryen » de Hitler.

### Ministre sans portefeuille
En 1933, il devient ministre de la justice en Bavière et, en 1934, ministre du Reich sans portefeuille – dépourvu d'influence politique notable jusqu'en 1939. En 1934, Il est nommé commissaire du Reich pour l’harmonisation de la justice et le renouvellement du droit, c'est-à-dire qu'il est chargé de la nazification du droit allemand. Il fonde en 1934 l'Académie de droit allemand ; il se propose de transformer le juge en gardien de la Volksgemeinschaft, la communauté du peuple : en effet, le juge est défini comme le garant de l'ordre social et racial du IIIe Reich, de même qu'il arbitre les différends opposant les Volksgenosse, camarades au sein du Volk. Juriste, il défend, sans succès, malgré le soutien de Hitler, la stérilisation des criminels multirécidivistes, contre l'avis du ministre de la justice, Franz Gürtner.
Hans Frank est alors connu pour son caractère despotique et lunatique passant de la grande sentimentalité à la brutalité extrême. En sa qualité d'homme du parti, il peut, s'il le faut, parler le langage de la rue au peuple. Dès 1933, il est partisan de l'Anschluss et de la formation d'un « axe » avec l'Italie.

### Gouverneur général de Pologne

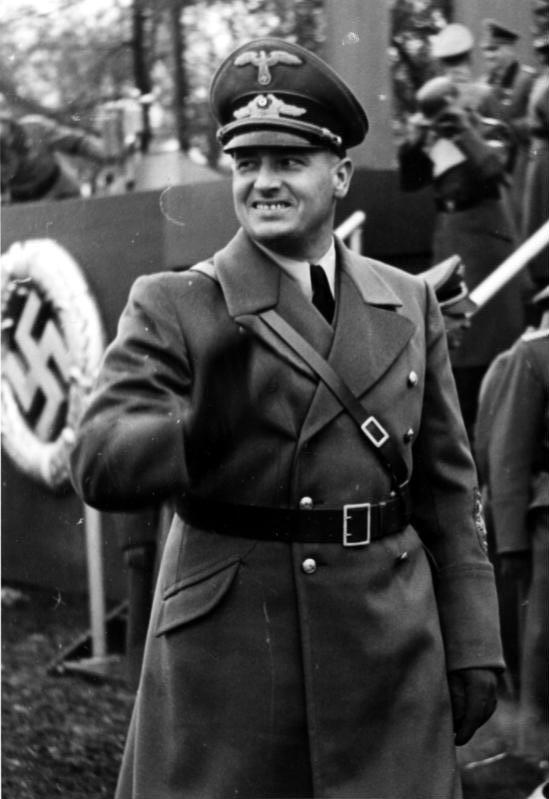
Hans Frank à Cracovie en 1939.

En octobre 1939, il est nommé gouverneur général des provinces polonaises occupées, poste dans lequel il dépend directement de Hitler. Corrompu, il s'installe avec une suite nombreuse dans le château du Wawel, à Cracovie, qu'il s'est approprié, et où il vit dans le luxe.
Hans Frank poursuit trois objectifs majeurs : l'extermination des Juifs, l'élimination des élites polonaises et le pillage économique du pays au profit de l'industrie allemande. Il pille en particulier du patrimoine polonais pour meubler et décorer ses résidences.
Il doit aussi s'opposer à Himmler pour maintenir son niveau de pouvoir. En effet, ce dernier, suivant le plan de Heydrich, décide dès l'automne 1939 de la déportation de Juifs — en provenance des territoires polonais incorporés au Reich — vers le Gouvernement général, soit 600 000 nouveaux Juifs qui viennent s'ajouter aux 1,4 million vivant déjà sous son autorité. Hans Frank voulait, lui, expulser tous les juifs du Gouvernement général.
En 1940, il est responsable de l'assassinat de plusieurs milliers de Polonais. Il fait fermer les universités polonaises, interdire la vie culturelle, pourchasser les résistants, déporter des centaines de milliers de Polonais. Dans le même temps, il introduit des mesures anti juives, aboutissant, dans une première étape, à la création de ghettos, notamment celui de Varsovie. Le 19 avril 1940, Stepan Bandera et les nationalistes ukrainiens de l'OUN(B) déclarent, devant lui, leur loyauté au IIIe Reich et en gage de leur bonne foi, offrent 38 cloches d'église aux fonderies allemandes.
Si Frank suit initialement le mouvement imposé par Himmler et Heydrich, il proteste rapidement, dès janvier 1940, contre l'« invasion » forcée dont il se dit la victime. En effet, il ne sait que faire des Juifs qui arrivent sur son territoire. Hitler lui donne raison. Il parvient ainsi à faire cesser cette première déportation en attendant une meilleure « prise en charge » de la question juive. Au printemps 1941, Hitler lui promet que le Gouvernement général sera le premier à être vidé de Juifs (judenfrei), après la victoire sur l'URSS.
En octobre 1941, Frank préside toute une série de réunions avec les responsables locaux pour étudier les différents moyens de se débarrasser des Juifs du Gouvernement général. Une solution envisagée est leur déportation en URSS. Mais Alfred Rosenberg, responsable des territoires occupés en URSS, refuse énergiquement. Certains collaborateurs de Frank proposent de laisser mourir de faim les habitants dans les ghettos. Le 16 décembre, de retour de Berlin, Frank convoque les gouverneurs de district et les chefs de division et déclare : « Nous devons en finir avec les Juifs [...] nous devons détruire les Juifs, partout où nous les rencontrons et partout où c'est possible, pour préserver la structure entière du Reich »,. Finalement, en décembre 1941, les SS expérimentent près de Lublin le gazage des individus.
Le Gouvernement général de Pologne, destiné à devenir après la guerre une terre de colonisation germanique, est transformé durant le conflit en un vaste réservoir de main-d'œuvre pour l'industrie de guerre du Reich. C'est par ailleurs là que quatre des six camps d'extermination du système concentrationnaire nazi sont mis en place : Majdanek, Treblinka, Sobibor et Belzec. Auschwitz-Birkenau et Chełmno sont quant à eux construits un peu plus à l'ouest, dans les Gaue de Haute-Silésie et du Wartheland, c'est-à-dire en Pologne annexée par le Troisième Reich.
Antisémite et partisan de la solution finale, Hans Frank déclare sans ambiguïté « Si les Juifs devaient survivre à cette guerre en Europe, celle-ci se solderait par un succès incomplet ». Cependant il se trouve isolé à partir de 1942, toujours en raison de sa rivalité avec Himmler. Frank tombe en disgrâce auprès de Hitler qui le démet de toutes ses fonctions au sein du parti, tout en le maintenant à la tête du Gouvernement général en dépit de la volonté exprimée par Frank de démissionner.
Au fil du conflit, se réfugiant de plus en plus dans la religion, il tente de se rapprocher des églises polonaises ; les discours qu'il prononce alors témoignent de son changement d'attitude : ainsi, le 11 mai 1944, il reçoit l'archevêque de l'église orthodoxe autocéphale d'Ukraine et du Gouvernement général et place cette église sous la protection du Reich, ce dans un discours où, par ailleurs, il assimile Staline à une incarnation du diable. Puis, le 21 juillet 1944, il invoque Dieu comme acteur de l'échec de l'attentat contre Hitler ; enfin, en novembre 1944, recevant des paysans polonais, il dénonce le bolchevisme « placé sous le commandement de Juda ».
Après le 20 juillet 1944, ayant à nouveau fait allégeance à Hitler et étant maintenu dans ses fonctions, il devient responsable de l'application du décret du 27 juillet relatif à l'érection de fortifications à l'Est du Reich. Comme les gauleiters des Gaue orientaux, il en est informé le lendemain par Guderian. Pour appliquer ce décret dans les territoires placés sous son ressort, il fait largement appel à des Polonais, astreints au travail forcé, nourris par la prédation des stocks de nourriture des régions du Gouvernement général encore contrôlées par le Reich.
Au cours de l'été 1944, alors que la ligne de front se rapproche, Frank invite dans son château du Wawel un groupe d'intellectuels de Cracovie pour tenter de les convaincre que la résistance polonaise ne doit plus combattre les troupes allemandes : selon lui, les Polonais doivent au contraire s’allier aux Allemands dans la « lutte contre le bolchevisme ». Le Krakauer Zeitung, publié à l’usage des occupants, fait un gros titre sur cette proposition de Frank qui, cependant, ne reçoit aucun soutien des chefs de la SS ; elle est en outre ignorée par l'AK, l’armée clandestine polonaise.
Le 17 janvier 1945, il abandonne Cracovie où il était installé depuis le début du conflit, pour s'installer dans le château de Seichau, en Silésie, château qu'il est également contraint d'abandonner une semaine plus tard, le 23 janvier, après une dispendieuse soirée d'adieux. Emportant le fruit de ses rapines, il va ensuite se réfugier dans les Alpes bavaroises.

### L'arrestation, la détention et l'exécution

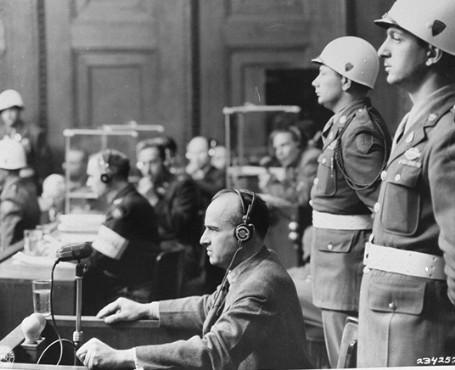
Lors de son procès à Nuremberg, avril 1946.

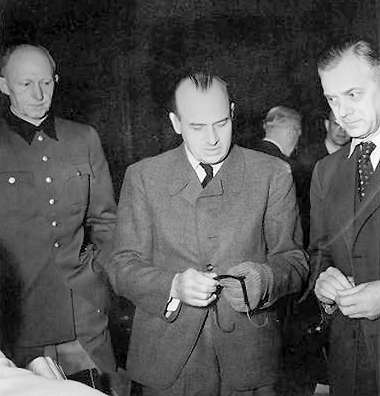
Au procès de Nuremberg en 1946, de gauche à droite, le général Jodl, Hans Frank et Alfred Rosenberg.

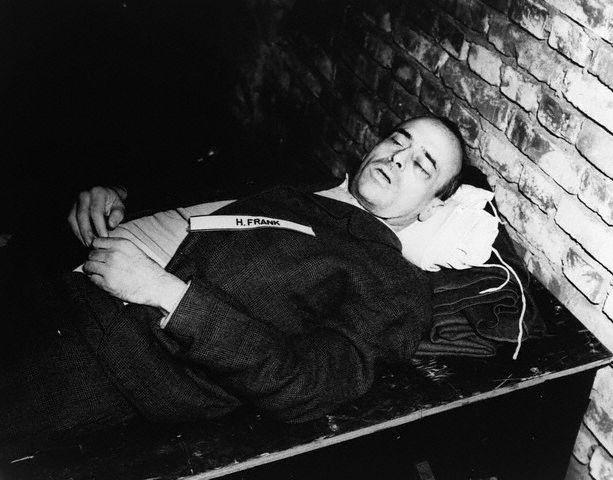
Dépouille de Hans Frank après sa pendaison, octobre 1946.

En mai 1945, Frank est arrêté par les Alliés et tente vainement de se suicider.
Dans sa cellule, en attente du jugement, il rédige ses mémoires qu'il intitule Im Angesicht des Galgens (« Face à la potence » en traduction littérale), où il déclare notamment avoir découvert que Hitler avait des origines juives.
Frank est finalement condamné à mort pour crimes de guerre et crimes contre l'humanité. Il est le seul condamné à mort à faire acte public de repentance. Il est néanmoins pendu le 16 octobre 1946. Son corps est ensuite incinéré pour éviter la création ultérieure d'un lieu de commémoration improvisé.
Son journal de service en 42 volumes, dont l'original se trouve à Varsovie, constitue une source historique importante.

### Vie privée
Hans Frank se marie le 2 avril 1925 avec Maria Brigitte Herbst, de cinq ans son aînée (29 décembre 1895 - 9 mars 1959), originaire de Forst (Lusace), après l'avoir rencontrée fin 1924 à Munich. De leur mariage naissent cinq enfants, tous nés à Munich :
- Sigrid (13 mars 1927), est restée une nazie convaincue, a émigré en Afrique du Sud, à l'époque de l'apartheid, où elle est morte ;
- Norman (3 juin 1928), est mort en 2009 ;
- Brigitte (13 janvier 1935), s'est suicidée en 1981 ;
- Michael (15 février 1937), est mort en 1990 ;
- Niklas Frank (en) (9 mars 1939).

Brigitte Frank avait la réputation d'avoir une personnalité plus dominatrice que celle de son mari : après 1939, elle se faisait appeler la « reine de Pologne » (Königin von Polen). Le mariage ne semblait pas très heureux et devenait plus froid d'année en année. Quand Hans Frank chercha à obtenir le divorce en 1942, Brigitte fit tout son possible pour rester la « Première dame dans le Gouvernement général ». L'un de ces commentaires les plus connus fut alors : « Je préfèrerais être veuve plutôt que divorcée d'un ministre du Reich ! » ; Frank aurait alors répondu : « Ainsi, vous êtes mon ennemi mortel ! »
Son dernier fils, Niklas Frank (en), qui avait 7 ans au moment de l'exécution de son père, a ensuite condamné fermement ses agissements. Journaliste, il a publié en 1987 un livre intitulé Der Vater. Eine Abrechnung (« Le Père. Un règlement de comptes »), aboutissement de plusieurs décennies de recherche sur la vie et la personnalité de son père. Le livre a également été publié en anglais sous le titre In the Shadow of the Reich (en français : Dans l'ombre du Reich). Il a ensuite été publié en épisodes dans les colonnes du magazine allemand Stern en créant des controverses parce que Niklas Frank parlait de son père en des termes méprisants : celui-ci était décrit comme un « fanatique de Hitler bavant » et la sincérité de ses remords peu avant son exécution était remise en cause,.

« […] Nous lui avions rendu visite dix jours plus tôt à la prison. J'avais compris qu'il allait mourir, on ne parlait que de cela à la radio ou à l'école. […] Mais non. Il ne regrettait rien... Je le hais, ce salaud qui grille en enfer et m'obsède. Il n'est pas de jour où je ne pense à lui avec l'affreuse impression d'être une marionnette dont il manipule encore les fils...
Me croirez-vous ? Même enfant [N.D.L.R. : après la guerre], j'avais la conviction d'appartenir à une famille criminelle. […] Très vite j'ai vu les photos des camps, à la Une des journaux : des montagnes de corps nus, des squelettes en haillons ; et puis, vous savez, cette image d'enfants qui tendent leurs petits poignets pour montrer leur numéro... Ils avaient mon âge, ils avaient été enfermés tout près du château de Pologne où mon père accumulait son or et où je jouais au petit prince avec ma voiture à pédales. La connexion était horrifiante.
[…] Je n'en finis pas de réécrire dans ma tête sa biographie avec ces mêmes questions : Pourquoi ? Pourquoi as-tu fait cela ? J'ai étudié ses lettres, son journal, interviewé des témoins. Je ne trouve rien. Rien qu'une cupidité et un arrivisme forcené. « Brigitte, tu seras reine de Pologne ! », avait-il dit à ma mère quand Hitler l'avait fait gouverneur de Pologne. Pauvre type ! Tout ce qui l'intéressait, c'étaient les bijoux, les châteaux, les beaux uniformes. Une vie humaine n'avait aucune valeur. Et malgré les déclarations atroces qu'il a faites sur les Juifs, je crois qu'il s'en fichait et n'était pas un vrai antisémite. […]
Ma mère était aussi cynique et veule. Elle était folle des fourrures et partait en Mercedes dans le ghetto, accompagnée d'une escorte de SS, acheter pour une misère ces camisoles que, décidément, ces Juifs savaient merveilleusement travailler. Elle se moquait bien qu'ils crèvent. J'aurais dû lui demander des comptes après la guerre. Mais tout le monde se taisait. Adenauer n'avait-il pas répété : « Ne posez pas de question. Construisons un nouveau pays ! » Cela les arrangeait bien, tous ces lâches et anciens criminels qui, sans avoir changé d'un pouce et pleins de nostalgie, retrouvaient leurs postes en attendant de toucher une retraite comme juges, gardiens de camps ou organisateurs de trains de la mort ! Je les vois me caresser les cheveux : « Pauvre petit garçon dont le papa héroïque a été injustement assassiné ! »
[…] Heureusement que les médias du monde entier nous tiennent en étroite surveillance et s'émeuvent dès qu'un Turc est attaqué ou un cimetière juif profané. Sinon, tout pourrait recommencer. J'aime le peuple allemand. Mais je n'ai en lui aucune confiance... »

— Niklas Frank, "Le Monde" du 27 avril 1995, à propos de son livre "Der Vater. Eine Abrechnung"

## Décorations
Frank a reçu les décorations suivantes au cours de sa carrière politique :
- 1929 : le badge du jour du parti de Nuremberg (en) ;
- 1933 : l'insigne d'honneur en or du parti nazi ;
- 1934 : l'ordre du sang (no 532) ;
- 1936 : grand-croix de l'ordre des Saints-Maurice-et-Lazare ;
- 22 mai 1939 : Docteur honoris causa de l'université Saint-Clément-d'Ohrid de Sofia [27]; Cette distinction lui a été retirée par décision de l'Université en février 2020, à la suite d'une lettre de l'association bulgare des survivants de l'Holocauste[28].
- 1940 : la croix de Dantzig (en) de 1re classe ;
- 1940 : la croix du Mérite de guerre de 2e et de 1re classes sans les épées ;
- La médaille de service long du parti nazi (en).

## Études sur Hans Frank
- Dans son roman Kaputt, Curzio Malaparte revient longuement sur la personnalité de Frank. Il écrit notamment : « Le malaise que je ressentais toujours en sa présence venait précisément de l'extrême complexité de sa nature, singulier mélange d'intelligence cruelle, de finesse et de vulgarité, de cynisme brutal et de sensibilité raffinée »[29].
- Dans son enquête Retour à Lemberg publiée en 2016, l'avocat Philippe Sands évoque longuement le parcours nazi et criminel de Hans Frank. En 2024, Retour à Lemberg est adapté sous forme de bande dessinée[30].